# Aquarian Dream
Aquarian Dream fue una banda estadounidense de funk y soul liderada y producida por Norman Connors.

## Trayectoria
Formada en 1976 por el reputado músico y productor Norman Connors, el primer disco de Aquarian Dream ve la luz en 1976, con el título Norman Connors Presents Aquarian Dream. Los integrantes originales de la banda fueron la cantante Gloria Jones, el saxofonista Claude Bartee Jr. (que había tocado con artistas de jazz como Grant Green o Pucho, entre otros), el guitarrista Pete Bartee, el teclista Jacques Burvick, el percusionista Mike Fowler y el baterista Jimmy Morrison. A pesar de la calidad de una propuesta que fusionaba el sofisticado soul funk de la banda con la impresionante voz de raíces gospel de Jones, el disco resultó un fracaso comercial para los estándares de la industria r&b de la época.
Fantasy sale a la luz bajo el sello Elektra en 1978, presentando algunos cambios en la formación. A pesar de ello, y del cambio de cantante (Jones había abandonado la banda y su lugar había sido ocupado por Sylvia Striplin), el sonido de la banda -que recordaba a algunas de las mejores bandas funk del momento, como Earth Wind & Fire- no había cambiado demasiado, gracias en parte al trabajo de producción de Connors. El disco es considerado por la crítica como el mejor de los trabajos de la banda, pero aun así no pudo conseguir el éxito comercial que Connors estaba esperando. Chance to Dance (1979), ya sin la producción de Connors, introducía a la vocalista Connie Harvey al tiempo que intentaba explotar el fenómeno de la música disco en boga a finales de la década de 1970, pero causó menos impresión en los críticos que los trabajos anteriores de la banda y tampoco logró el favor del público. La banda se disolvió finalmente en 1979.

## Miembros
- Voz: Gloria Jones, Sylvia Striplin, Connie Harvey, Pat Shannon
- Saxo: Claude Bartee Jr.
- Percusión: Mike Fowler, David Worthy
- Piano y teclados: Jacques Burvick, Winston Daley
- Bajo: Ernie Adams
- Batería: Jimmy Morrison
- Guitarra: Pete Bartee

## Discografía
- Norman Connors Presents Aquarian Dream (1976, Buddah)
- Fantasy (1978, Elektra)
- Chance to Dance (1979, Elektra)